# 김문교
김문교는 대한민국의 텔레비전 드라마 연출감독이다.

## 드라마
- 2018년 SBS 8부작 월화 미니시리즈 《사의 찬미》 ... 조연출
- 2019년~2020년 SBS 금토 미니시리즈 《스토브리그》 ... 조연출
- 2021년 SBS 월화 미니시리즈 《홍천기》 ... 조연출
- 2022년~2023년 SBS 월화 미니시리즈 《트롤리》 ... 연출
- 2024년 SBS 금토 미니시리즈 《커넥션》 ... 공동연출